# Министерство обороны Малайзии
Министерство обороны Малайзии отвечает за реализацию государственной оборонной политики и является штаб-квартирой малайзийских вооруженных сил (в том числе малайзийской армии, Королевских ВВС Малайзии и Королевского флота Малайзии).

## Функции и обязанности
- Управление национальной обороны.
- Реализация национальной оборонной политики, а также других политических курсов правительства.
- Предоставление управленческих и административных услуг.
- Управление выделенными ресурсами для обеспечения обороны страны.